# Georgi Petrow (Judoka)
Georgi Angelow Petrow (bulgarisch Георги Петров; * 17. September 1954 in Montana) ist ein ehemaliger bulgarischer Judoka. Er gewann eine Silber- und eine Bronzemedaille bei Weltmeisterschaften und war 1981 Europameister.

## Sportliche Karriere
Der 1,73 m große Georgi Petrov von Levski Sofia trat bis 1984 im Halbmittelgewicht (bis 78 kg) an, ab 1985 im Mittelgewicht (bis 86 kg).
Bei den Olympischen Spielen 1980 in Moskau bezwang er in seinem ersten Kampf Vladimír Bárta aus der Tschechoslowakei durch Schiedsrichterentscheid (Yusei-gachi). Im Viertelfinale unterlag er Schota Chabareli aus der Sowjetunion mit einer Koka-Wertung und in der Hoffnungsrunde verlor er gegen Harald Heinke aus der DDR mit einer Yuko-Wertung. Im Jahr darauf bei den Europameisterschaften 1981 gewann Petrow das Finale gegen Roman Novotny aus der Tschechoslowakei. Dreieinhalb Monate später fanden in Maastricht die Weltmeisterschaften 1981 statt. Petrow unterlag im Viertelfinale dem Japaner Jirō Kase, nach einem Sieg in der Hoffnungsrunde über den Südkoreaner Hwang Jin-soo traf Petrow im Kampf um Bronze erneut auf Novotny und gewann die Bronzemedaille.
Bei den Europameisterschaften 1982 und 1983 schied Petrow vorzeitig aus, 1984 belegte er den siebten Platz. Die Olympischen Spiele 1984 verpasste er wegen des Olympiaboykotts. Bei den in Warschau ausgetragenen Alternativ-Wettkämpfen belegte er den fünften Platz.
Nach dem Wechsel der Gewichtsklasse besiegte Petrow bei den Europameisterschaften 1985 in Hamar im Viertelfinale den Österreicher Peter Seisenbacher, im Halbfinale unterlag er Witali Pesnjak aus der Sowjetunion. Im Kampf um Bronze bezwang er Roland Borawski aus der DDR. Vier Monate später fanden in Seoul die Weltmeisterschaften 1985 statt. Petrow besiegte im Viertelfinale den Franzosen Fabien Canu und im Halbfinale den Niederländer Ben Spijkers. Das Finale verlor er gegen Peter Seisenbacher. Bei den Europameisterschaften 1986 in Belgrad unterlag Petrow im Kampf um eine Bronzemedaille dem Ungarn János Gyáni. 1987 erreichte er auch bei den Weltmeisterschaften in Essen den Kampf um Bronze, diesmal unterlag er dem Briten Densign White. Zum Abschluss seiner Karriere schied Petrow im Achtelfinale der Olympischen Spiele 1988 in Seoul gegen János Gyáni aus.